# Abie (Nebraska)
Abie est un village du comté de Butler, dans l'État du Nebraska, aux États-Unis. En 2020, il comptait une population de 65 habitants.